# Tatiana Golovin
Tatiana Golovin es una extenista francesa de origen ruso nacida el 25 de enero de 1988.
Nació en Moscú, pero se mudó a París junto con sus padres, obteniendo así la ciudadanía francesa. Tiene dos hermanas, Olga y Oxana.
Durante seis años se entrenó en la academia de tenis de Nick Bollettieri en Bradenton, Florida. En 2008, sus constantes problemas de espalda le hacen ponerse inactiva para en 2009 decidir retirarse definitivamente del tenis.

## Torneos de Grand Slam

### Dobles Mixtos

#### Títulos (1)
| Fecha | Torneo        | Pareja          | Oponentes en la final  | Resultado |
| 2004  | Roland Garros | Richard Gasquet | Cara Black Wayne Black | 6-3, 6-4  |

## Títulos WTA (2; 2+0)
| Leyenda                    |
| Grand Slam (0)             |
| WTA Tour Championships (0) |
| Tier I (0)                 |
| Tier II (1)                |
| Tier III (0)               |
| Tier IV & V (1)            |

| No. | Fecha                    | Torneo        | Superficie    | Oponente en la final | Resultado     |
| 1.  | 8 de abril de 2007       | Amelia Island | Tierra batida | Nadia Petrova        | 6-2, 6-1      |
| 2.  | 23 de septiembre de 2007 | Portoroz      | Dura          | Katarina Srebotnik   | 2-6, 6-4, 6-4 |

### Finalista (5)
| No. | Fecha                 | Torneo     | Superficie | Oponente en la final | Resultado         |
| 1.  | 7 de junio de 2004    | Birmingham | Hierba     | María Sharápova      | 6-4, 2-6, 1-6     |
| 2.  | 9 de octubre de 2005  | Tokio      | Dura       | Nicole Vaidišová     | 6-7(4), 2-3, ret. |
| 3.  | 14 de octubre de 2006 | Stuttgart  | Dura (i)   | Nadia Petrova        | 3-6, 6-7(4)       |
| 4.  | 7 de octubre de 2007  | Stuttgart  | Dura (i)   | Justine Henin        | 6-2, 2-6, 1-6     |
| 5.  | 21 de octubre de 2007 | Zúrich     | Dura (i)   | Justine Henin        | 4-6, 4-6          |